# Bavaria (biểu tượng)

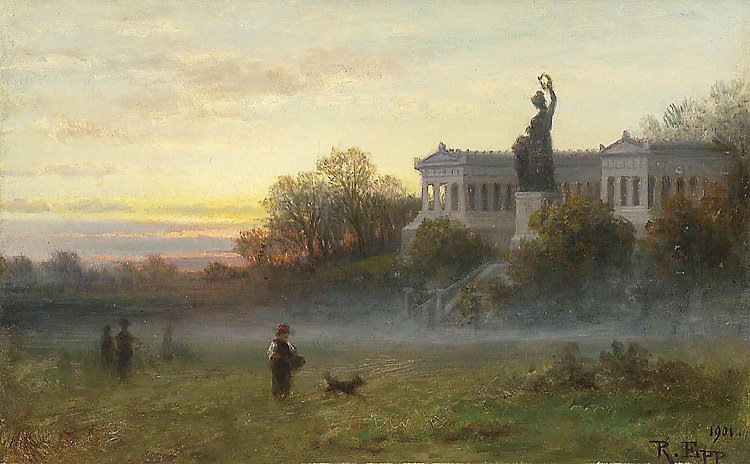
Rudolf Epp: Bavaria và Theresienwiese ở München (khoảng 1900)

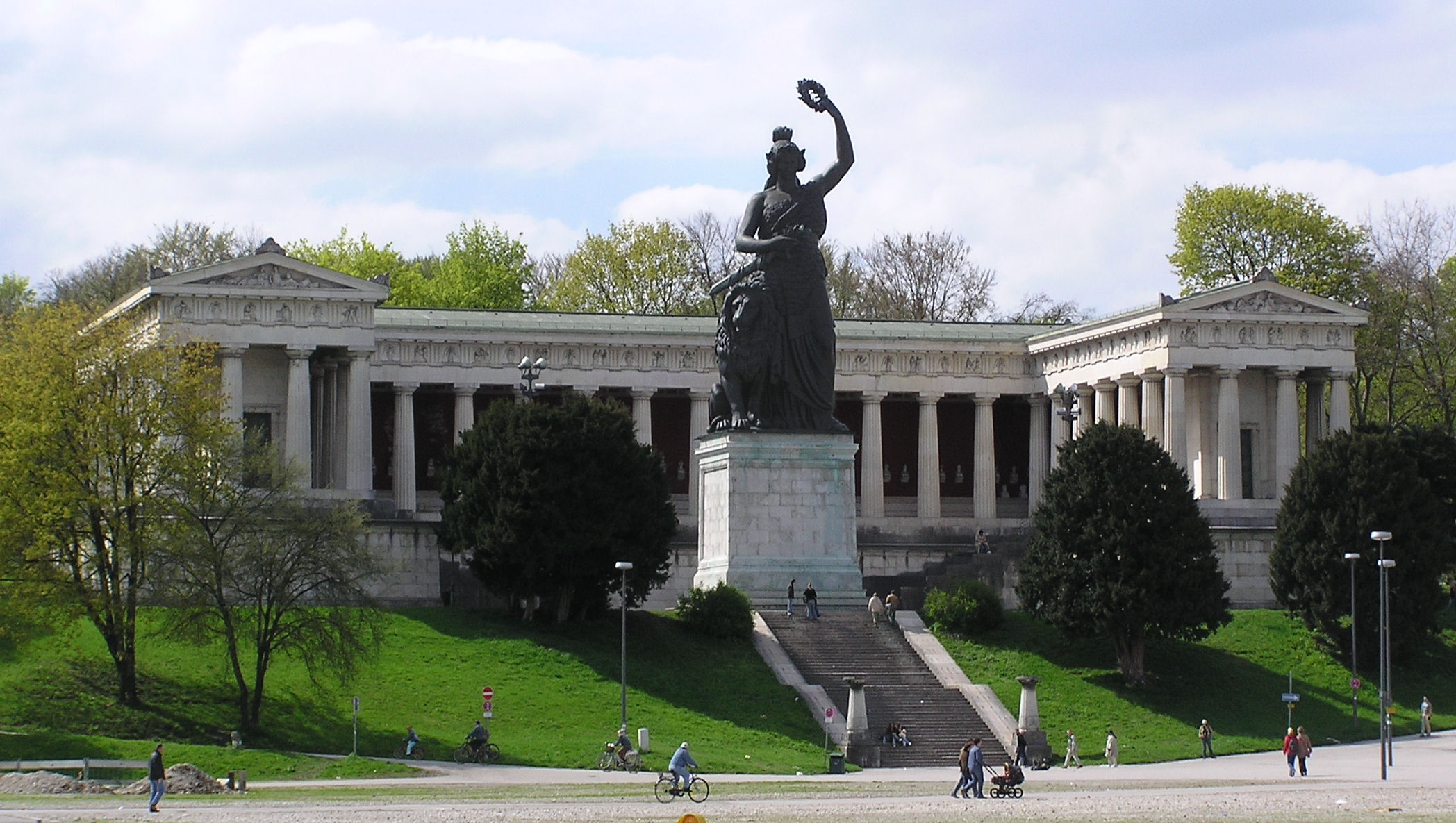
Bavaria với Ruhmeshalle

Bavaria (Latinh hóa của chữ Bayern) là biểu tượng với hình dạng phụ nữ và là nữ thần hộ mệnh của Bayern, xuất hiện như một nhân cách của cấu trúc nhà nước Bayern qua các hình thức và biểu hiện khác nhau. Nó như vậy là biểu tượng cho đối tác thế tục so với Đức Mẹ Maria như là một vị thánh tôn giáo bảo hộ cho Bayern.
Trong nghệ thuật thị giác, bức tượng đồng khổng lồ ở München được cho là nổi tiếng nhất và đồng thời biểu tượng đồ sộ nhất của Bayern. Nó được xây dựng theo uỷ nhiệm của vua Ludwig I của Bayern (1786-1868) giữa năm 1843 và 1850 và là một đơn vị cấu trúc của đại sảnh danh vọng ở bờ rìa cạnh của độ dốc phía trên Theresienwiese.
Sau những bức tượng khổng lồ baroque của thế kỷ 17, đây là ví dụ đầu tiên của loại tượng này ở thế kỷ 19 và từ thời cổ đại, bức tượng khổng lồ đầu tiên hoàn toàn đúc bằng đồng. Nó đã và vẫn là một kiệt tác kỹ thuật.

## Biểu tượng Bayern

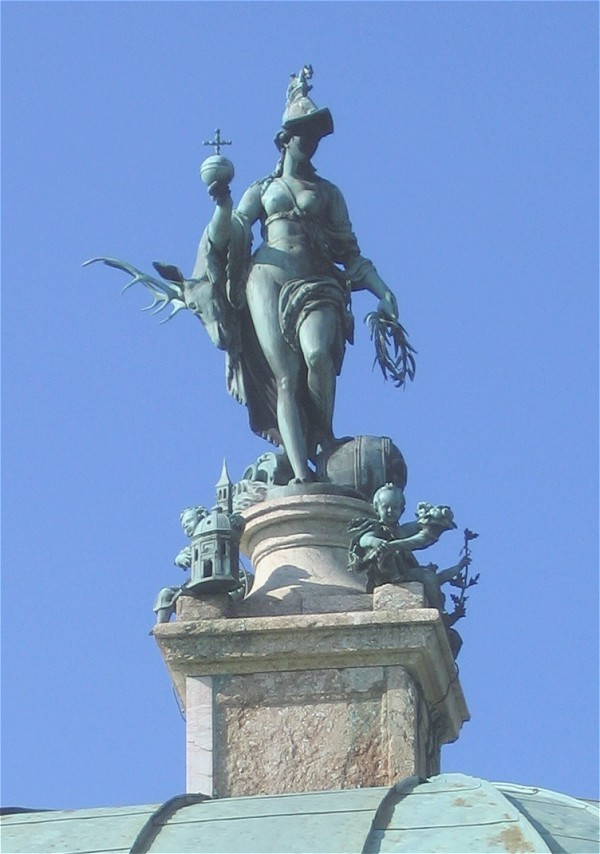
Bavaria trên đền Diana ở công viên Hoàng gia (Hofgarten) München

Tellus Bavarica là một biểu tượng phổ biến từ nhiều thế kỷ cho "lãnh thổ Bavaria" mà được biểu hiện qua nhiều hình thù trong các huy hiệu, các bức tranh, các tác phẩm nghệ thuật như các bức tượng. Trong nhận thức của công chúng, Bavaria là ngày nay được xác định phần lớn với bức tượng hoành tráng tại Theresienwiese, tuy nhiên cũng có thể thấy nhiều ví dụ nữa trong không gian công cộng. Nó có thể thấy được ở một nơi dễ dàng truy cập là công viên Hoàng gia (Hofgarten) München: Trên mái vòm của "Đền Diana" nằm chính giữa công viên ban đầu có một bức tượng đồng của Diana tạo bởi Hubert Gerhard, mà có lẽ Hans Krumpper 1623 sửa lại thành biểu tượng Bavaria, bằng cách bổ sung cái mũ thành mũ của tuyển hầu tước và mang trên tay một quả cầu đế chế thay vì một vòng bông lúa. Trên đền ngày nay là một bản sao, bản gốc đang được trưng bày tại hành lang Theatiner ở cung điện München.

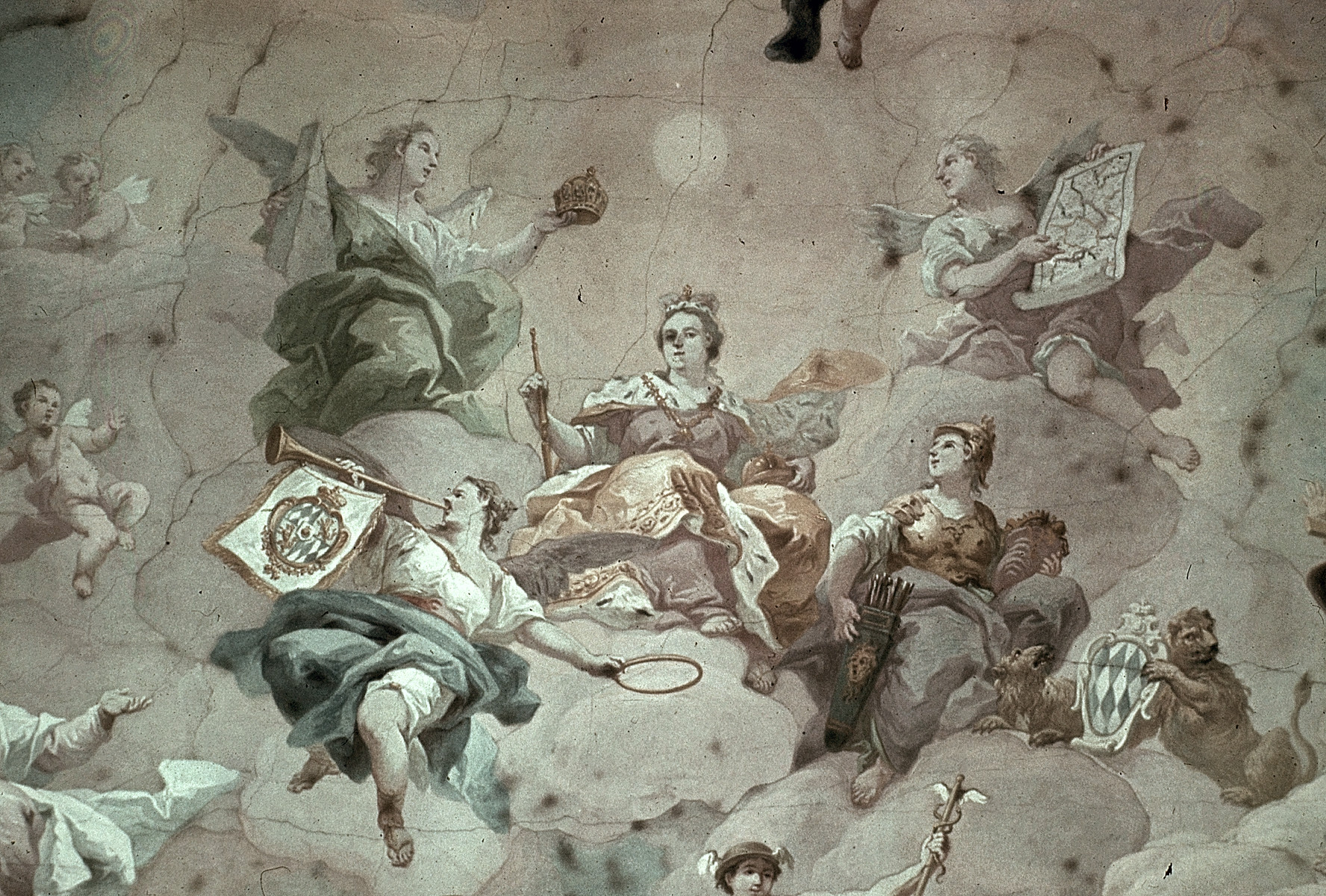
Bavaria trên trần của đại sảnh Công tước trong tu viện Fürstenzell, 1773 được vẽ bởi Bartolomeo Altomonte

1773 Bartolomeo Altomonte thiết kế theo phong cách baroque một phần của tu viện Fürstenzell gần Passau và đặt hình Bavaria ở trung tâm của bức tranh tường trên trần trong đại sảnh công tước. Cô ta được diễn tả như nữ hoàng tại thời điểm đăng quang bởi một thiên thần và được bao quanh bởi những biểu tượng của Giáo hội, Thương mại, Nông nghiệp và Nghệ thuật.

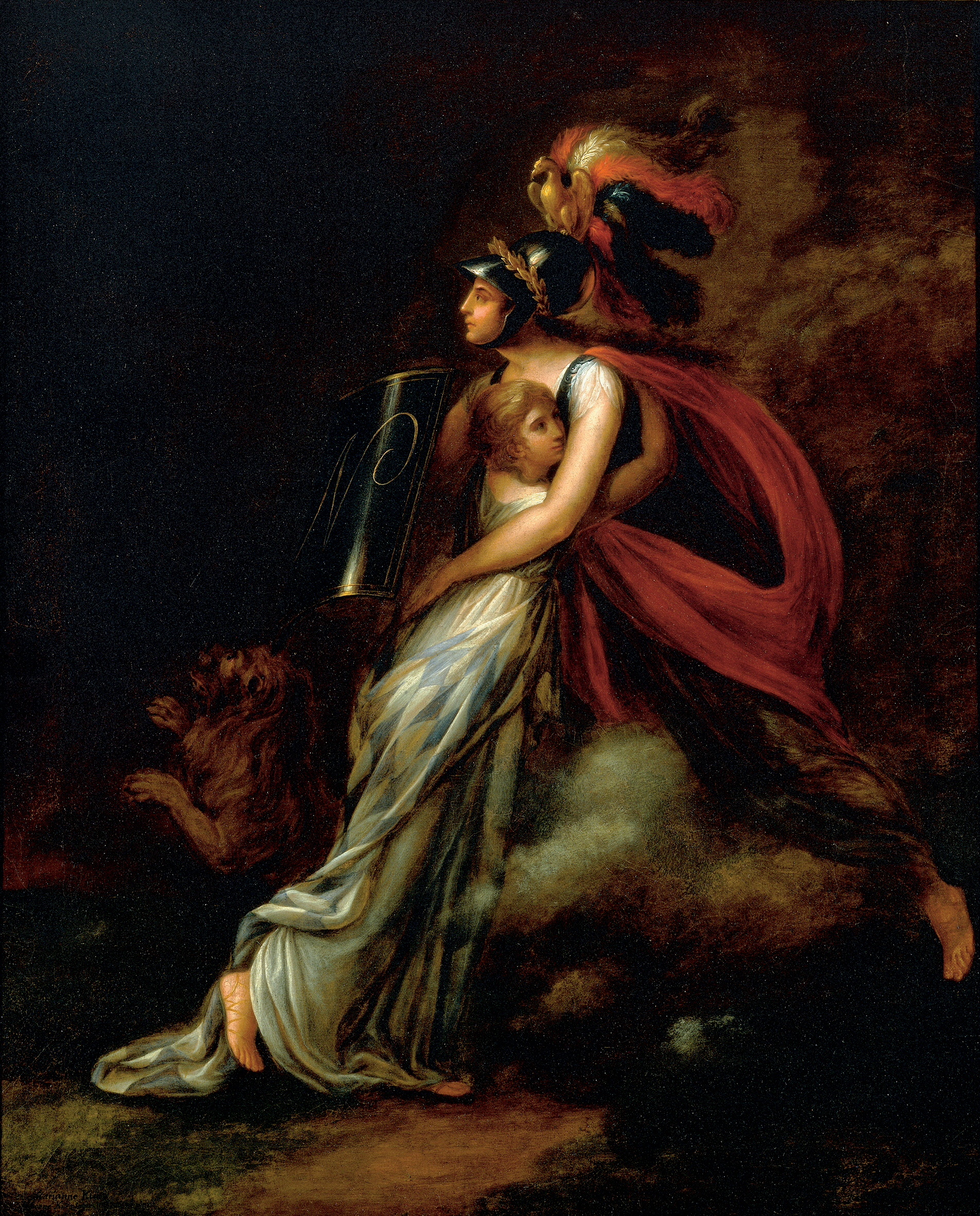
Marianne Kürzinger: „Gallia bảo vệ Bavaria“

Một phiên bản khác hẳn của một biểu tượng đất nước Bayern được nghệ sĩ Marianne Kürzinger tạo ra trong năm 1805 trong bức tranh sơn dầu của mình "Gallia bảo vệ Bavaria". Hình ảnh cho thấy một biểu tượng của đất nước là một phụ nữ xinh xắn trong chiếc áo đầm màu trắng-xanh trước cơn bão sắp đến nương náu trong vòng tay của Gallia. Tấm tranh phản ánh liên minh giữa Bayern và Pháp vào thời điểm đó. Hoàng đế Habsburg Franz đã đe dọa: "Tôi sẽ không lấy Bayern, tôi sẽ nuốt chửng nó."

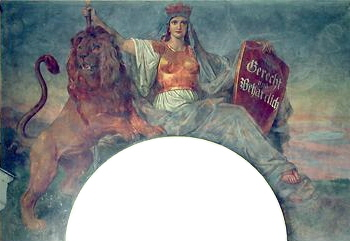
Tranh tường của hành lang tại vườn thượng uyển München

Khoảng một phần tư thế kỷ sau đó, Peter Cornelius tạo ra cùng với các nghệ sĩ khác tham gia vào việc thiết kế vườn thượng uyển München một biểu tượng Bavaria nhiều quyết đoán hơn trên tranh tường: Bavaria này thì thân thiện nhưng cảnh giác đeo áo giáp trên ngực và một vương miện, bàn tay phải cầm một con giáo ngược như dấu hiệu hòa bình, trong tay trái của mình một lá chắn với phương châm của vua Ludwig I "Công bằng và kiên cường". Với con sư tử Bayern bên cạnh, cô ngồi trước một cảnh quan với núi và thung lũng sông.